# Керан (Чехармехаль и Бахтиария)
Кера́н или Кара́н (перс. کران‎) — небольшой город на юго-западе Ирана, в провинции Чехармехаль и Бахтиария. Входит в состав шахрестана  Фарсан.
По данным переписи, на 2006 год население составляло 4 656 человек.

## География
Город находится в северной части Чехармехаля и Бахтиарии, в высокогорной местности центрального Загроса, на высоте 2 322 метров над уровнем моря.
Керан расположен на расстоянии приблизительно 25 километров к западу-юго-западу (WSW) от Шехре-Корда, административного центра провинции и на расстоянии 385 километров к юго-юго-западу (SSW) от Тегерана, столицы страны.